# Gammarus orinos
Gammarus orinos is een vlokreeftensoort uit de familie van de Gammaridae. De wetenschappelijke naam van de soort is voor het eerst geldig gepubliceerd in 1984 door Pinkster & Schol.
In 1974 werd door Goedmakers in het Centraal Massief in Frankrijk een Gammaride aangetroffen die zeer sterk leek op G. ibericus. Nader genetisch onderzoek wees echter uit dat het toch een andere soort betrof. Deze is G. orinos genoemd.
De mannetjes van G. orinos kunnen 14 mm groot worden.